# 香港瀑蛙
⋯
香港瀑蛙（Amolops hongkongensis）是一種青蛙物種 ，於香港首先被發現。

## 特徵
香港瀑蛙身長40至60厘米，身體扁平，眼睛大，背部有明顯的黑點，腹部淺色而平滑。牠們主要以進食蒼蠅及蚱蜢為生，並於夜間出沒。

## 分佈
香港瀑蛙長久以來被認為是香港獨有品種，但近年在香港以南、屬於廣東省的內伶仃島也找到其蹤影。